# Региомонтан
Региомонта́н (лат. Regiomontanus, подлинное имя — Иоганн Мюллер, нем. Johannes Müller) (6 июня 1436, Кёнигсберг-ин-Байерн, Священная Римская империя — 6 июля 1476, Рим, Священная Римская империя) — выдающийся немецкий астроном и математик, также занимался астрологией.
Имя Региомонтан, которое образовано от латинизированного названия родного города Иоганна Мюллера (лат. Regiomontium = нем. Königsberg), по-видимому, впервые употребил Филипп Меланхтон в предисловии к своему изданию книги «Сфера мира» Сакробоско.

## Биография
Иоганн Мюллер родился в городе Кёнигсберге в Баварии. Уже в 11 лет стал студентом Лейпцигского университета. Весной 1450 года в 14 лет перешёл в Венский университет. В 15 лет после окончания факультета свободных искусств Региомонтан стал бакалавром. С 1453 года слушал лекции по математике и астрономии Георга Пурбаха, с которым впоследствии сотрудничал до скоропостижной смерти последнего в 1461 году. В 1457 году Региомонтан становится магистром и сам приступает к чтению лекций. В этом же году приступает к систематическим астрономическим наблюдениям.
В 1461 году Региомонтан знакомится с кардиналом Виссарионом, от которого получает предложение совершить поездку в Италию, и в составе его свиты уезжает в Рим. В течение всего времени, которое Региомонтан провёл при кардинале, он вёл активный розыск древнегреческих рукописей. Летом 1463 года Виссарион едет в Венецию в качестве папского легата, а Региомонтан его сопровождает. Здесь Региомонтану первому в Европе удалось обнаружить текст уцелевших шести книг «Арифметики» Диофанта. В 1464 году Региомонтан читает в Падуе лекции по астрономии аль-Фаргани. В это же время он знакомится с феррарским астрономом и математиком Джованни Бьянкини и ведёт с ним переписку.

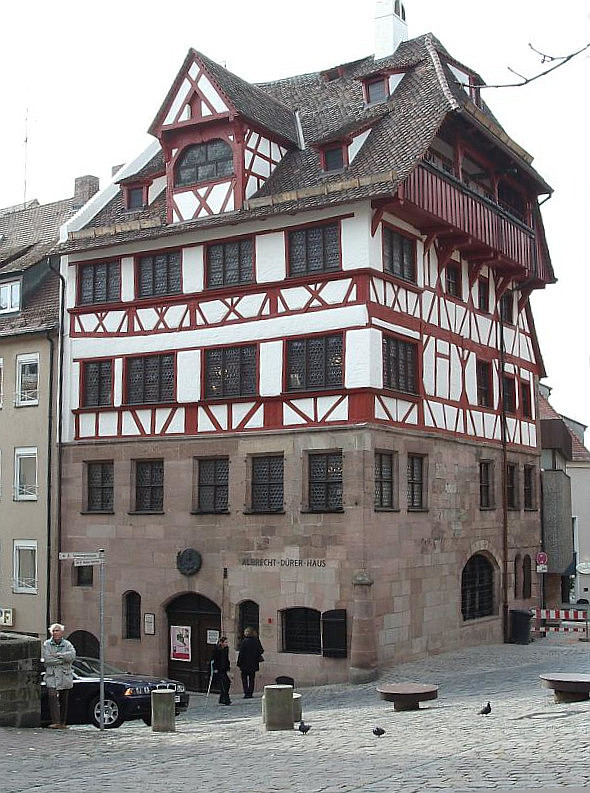
Дом Дюрера в Нюрнберге, ранее принадлежавший ученику Региомонтана Бернхарду Вальтеру

Летом 1467 года Региомонтан приезжает в Венгрию по приглашению епископа Яноша Витеза и работает в Буде при дворе венгерского короля Матвея Корвина. С 1471 года Региомонтан жил в Нюрнберге, где вместе со своим учеником Бернхардом Вальтером основал научную типографию и одну из первых в Европе обсерваторий в доме, который впоследствии приобрёл знаменитый художник Альбрехт Дюрер (сейчас дом-музей Дюрера).
Умер Региомонтан в 1476 году в Риме, куда приехал для выработки календарной реформы.

## Математика

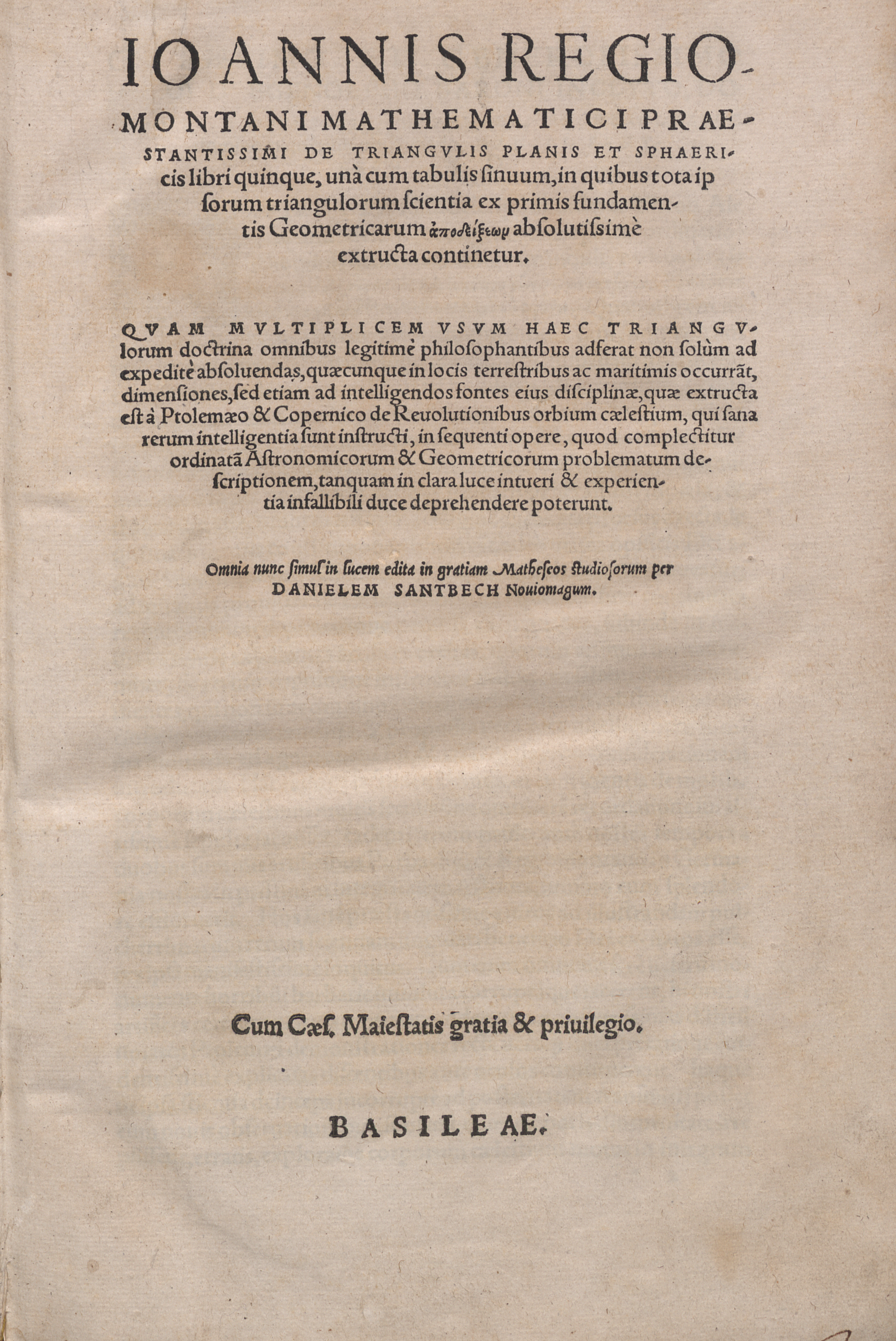
Труд De triangulis planis et sphaericis libri подготовленный к печати Сантбеком

Основным математическим трудом Региомонтана было сочинение «О всех видах треугольников» (1462—1464). Это был первый труд в Европе, в котором тригонометрия рассматривалась как самостоятельная дисциплина. В печатном виде это сочинение было опубликовано в 1533 году.
Первая книга этого сочинения посвящена решению плоских треугольников. Во второй книге вводится теорема синусов для плоских треугольников и рассматривается ряд задач о плоских треугольниках, приводящих к квадратным уравнениям. Третья книга излагает основы сферической геометрии. Её содержание в значительной мере совпадает со «Сферикой» Менелая и с аналогичными работами арабоязычных авторов. Центральной теоремой четвёртой книги является сферическая теорема синусов. В пятой книге доказывается теорема, эквивалентная сферической теореме косинусов. Две последние книги в основном опираются на работы математиков стран ислама, таких как ал-Баттани и ат-Туси.
Другим важным математическим трудом Региомонтана были составленные им семизначные таблицы синусов с шагом 1′ и таблицы тангенсов.
Его именем названы некоторые тригонометрические формулы — теорема тангенсов: {\displaystyle {\frac {a-b}{a+b}}={\frac {\mathrm {tg} {\frac {\alpha -\beta }{2}}}{\mathrm {tg} {\frac {\alpha +\beta }{2}}}}.}

## Астрономия
Совместно с Георгом Пурбахом Региомонтан выполнил новый перевод «Альмагеста» Клавдия Птолемея. В 1474 году Региомонтан издал «Эфемериды» — таблицы координат звёзд, положений планет и обстоятельств соединений и затмений на каждый день с 1475 по 1506 годы. Это были первые астрономические таблицы, изданные типографским способом; ими пользовались Васко да Гама, Колумб и другие мореплаватели. Региомонтан написал ряд работ об астрономических инструментах: универсальной астролябии (так называемая «сафея», описанная аз-Заркали), солнечных часах, армиллярной сфере (сам Региомонтан называет это устройство «метеороскопом»).
В астрологии он описал новую систему астрологических домов, названную позднее его именем, которая применяется в астрологии до сих пор, вытеснив популярную на тот момент систему Алькабитиуса.

## Основные труды
- Regiomontanus, Johannes: Ephemerides, Nürnberg, 1474
- Regiomontanus, Johannes: Disputationes contra Cremonensia in planetarum theoricas deliramenta, Nürnberg, ca. 1474/75
- Regiomontanus, Johannes / Peuerbach, Georg von: Epitome in Cl. Ptolomaei magnam compositionem, Venice, 1496
- Regiomontanus, Johannes: Kalendarium, 1476
- Regiomontanus, Johannes: De Cometae magnitudine, longitudineque ac de loco eius vero, problemata XVI., Basel, 1561 Архивная копия от 14 апреля 2009 на Wayback Machine
- Regiomontanus, Johannes: De Triangvlis Planis Et Sphaericis, Basel, 1561 (Баварская национальная библиотека) Архивная копия от 14 апреля 2009 на Wayback Machine
- Regiomontanus, Johannes. Эфемериды = Ephemerides. — Nürnberg, 1474. (Баварская национальная библиотека)
- Альманахи, календари и эфемериды Региомонтана в собрании Баварской национальной библиотеки
- Regiomontanus, Johannes: Opera Collectanea. Osnabrück: Otto Zeller 1972 (включает наблюдения Бернхарда Вальтера)

## Память
В 1935 г. Международный астрономический союз присвоил имя Региомонтана кратеру на видимой стороне Луны.